# 새솔고등학교
새솔고등학교(새솔高等學校)는 대한민국 경기도 화성시 새솔동에 있는 공립 고등학교이다.

## 학교 연혁
- 2020년 3월 1일 : 새솔고등학교 개교 (31학급 인가)
- 2020년 3월 1일 : 제1대 정미영 교장 취임
- 2020년 3월 23일 : 제1회 입학식 (5학급 91명 입학)
- 2022년 3월 1일 : 제2대 최중배 교장 취임
- 2023년 1월 6일 : 제1회 졸업장 수여식(졸업생 102명)
- 2024년 1월 8일 : 제2회 졸업장 수여식(졸업생 100명)
- 2024년 3월 4일 : 제5회 입학식(8학급 226명 입학)

## 참고 자료
- 새솔고등학교 - 한국교육학술정보원 학교알리미